# Pierre Stenne
Pierre Alexandre Louis Stenne, né le 20 juillet 1893 à Neufchâtel-Hardelot et mort le 23 septembre 1967 dans le 12e arrondissement de Paris,, est un sculpteur français.

## Biographie
Pierre Stenne est vice-président de la Société de sauvegarde du château impérial de Pont-de-Briques, et vit à Saint-Martin-Boulogne.
Plusieurs de ses œuvres sont répertoriées à l'Inventaire général du patrimoine culturel.
Sa fille Marie-Josèphe Stenne a repris le flambeau.

## Décorations
- Chevalier de l'ordre du Mérite agricole (1930)[4].
- Chevalier de la Légion d'honneur (1er janvier 1966)[4]

## Œuvres dans les collections publiques
- Boulogne-sur-Mer

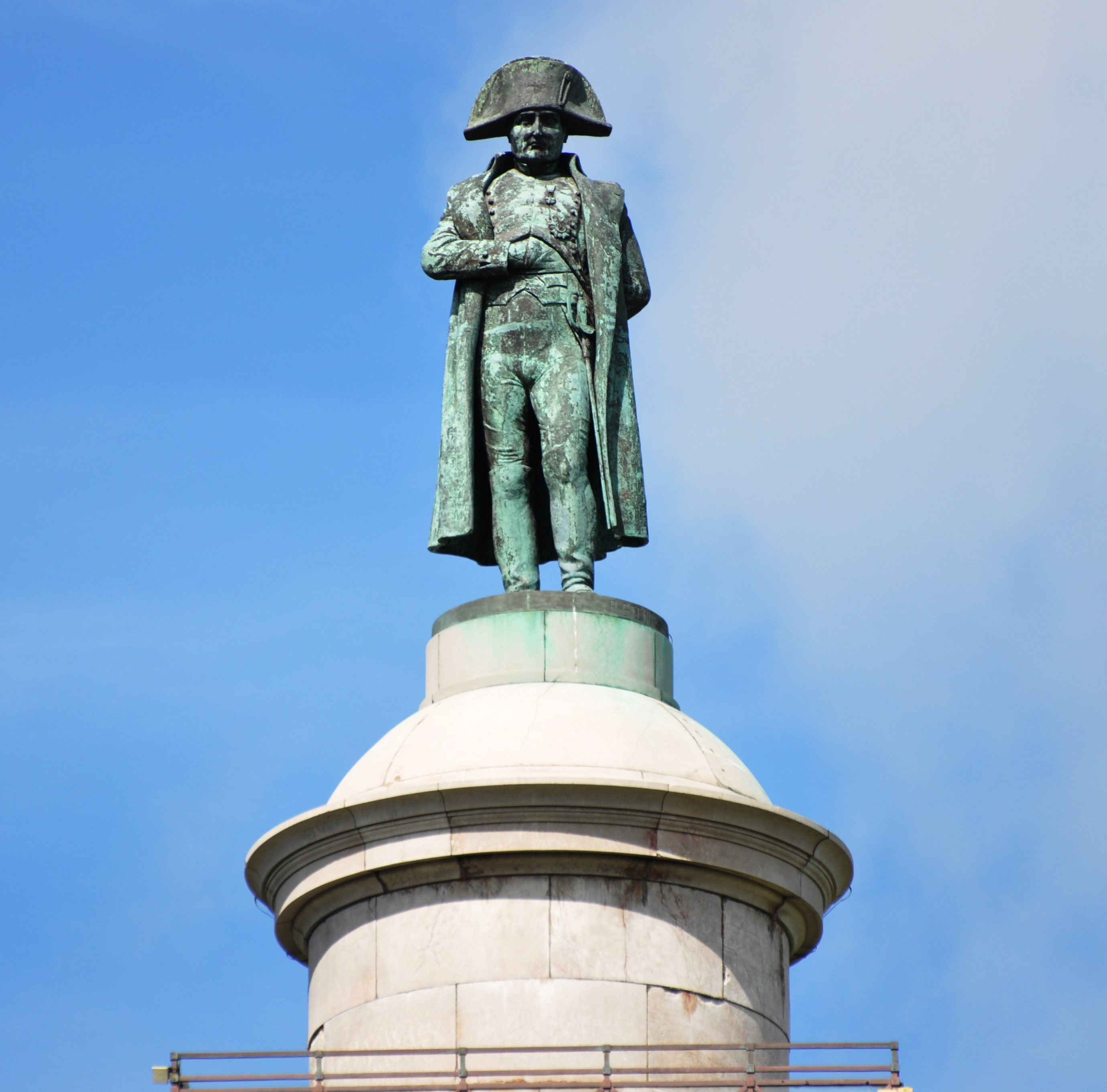
La statue de l'Empereur Napoléon, à Wimille mesure 4,75 mètres et pèse 4 tonnes.

  - Il participe à l'exécution, en 1938, du « Mémorial Britannia »[4]
  - statue de procession de Notre-Dame de Boulogne[5]
- Cambrai
  - Statue de l'aviateur Alfred Fronval[4]
- Malo-les-Bains
  - Buste de Georges Guynemer[6]
- Wimille
  - Statue de Napoléon Ier en couronnement de la colonne de la Grande Armée, 1962[4]

- Localités à préciser
  - plusieurs chevaux boulonnais
  - stèle avec un bronze à l’effigie de l'Abbé Bouly